# Eurillas
Eurillas es un género de aves paseriformes perteneciente a la familia Pycnonotidae. Sus miembros anteriormente se clasificaban en el género Andropadus.

## Especies
El género contiene cinco especies:
- Eurillas virens – bulbul verde;
- Eurillas gracilis – bulbul grácil;
- Eurillas ansorgei – bulbul de Ansorge;
- Eurillas curvirostris – bulbul piquicurvo;
- Eurillas latirostris – bulbul sibá.